# Aspicolpus fraternus
Aspicolpus fraternus är en stekelart som beskrevs av Charles Thomas Brues 1933. Aspicolpus fraternus ingår i släktet Aspicolpus och familjen bracksteklar. Inga underarter finns listade.